# Église Saint-Pierre de Lion-sur-Mer
Pour les articles homonymes, voir Église Saint-Pierre.
L'église Saint-Pierre est une église catholique située à Lion-sur-Mer, en France.

## Localisation
L'église est située dans le département français du Calvados, sur la commune de Lion-sur-Mer.

## Historique
Construite au XIe siècle sur un sanctuaire avec nécropole à sarcophage du IVe siècle, puis transformée à maintes reprises, l'église Saint-Pierre de Lion-sur-Mer présente une architecture composite. Le clocher roman est élevé à la fin du XIe siècle et se termine par une plate-forte de guet, établie au cours de la guerre de Cent Ans, au XIVe ou XVe siècle. Sur la façade nord, la chapelle Notre-Dame est construite au XIIIe siècle. Le chœur est construit aux XIVe et XVe siècles, et a été remanié au XIXe siècle. La chapelle Henry-de-Blagny, située au pied du clocher, fut élevée au XIXe siècle dans un style néo-gothique. La nef date du début du XXe siècle.
En 1865, lors de réparations sur le clocher, l'architecte propose à la municipalité de surmonter la tour d'une flèche, le conseil municipal s'oppose à l'unanimité au projet qui aurait détérioré la forme de l'architecture de la tour, en plus de frais auxquels il aurait été difficile de faire face.
La nef primitive romane de l'église est détruite durant les guerres de Religion, une nouvelle nef est donc reconstruite en 1703, mais avec la naissance de la station balnéaire à la fin du XIXe siècle, elle devient trop petite pour toute la population estivale, la nef actuelle est donc construite entre 1903 et 1906.
Le clocher est classé au titre des monuments historiques le 22 octobre 1913.
Vers 1930, le cimetière autour de l'église est supprimé pour des questions d'hygiène.

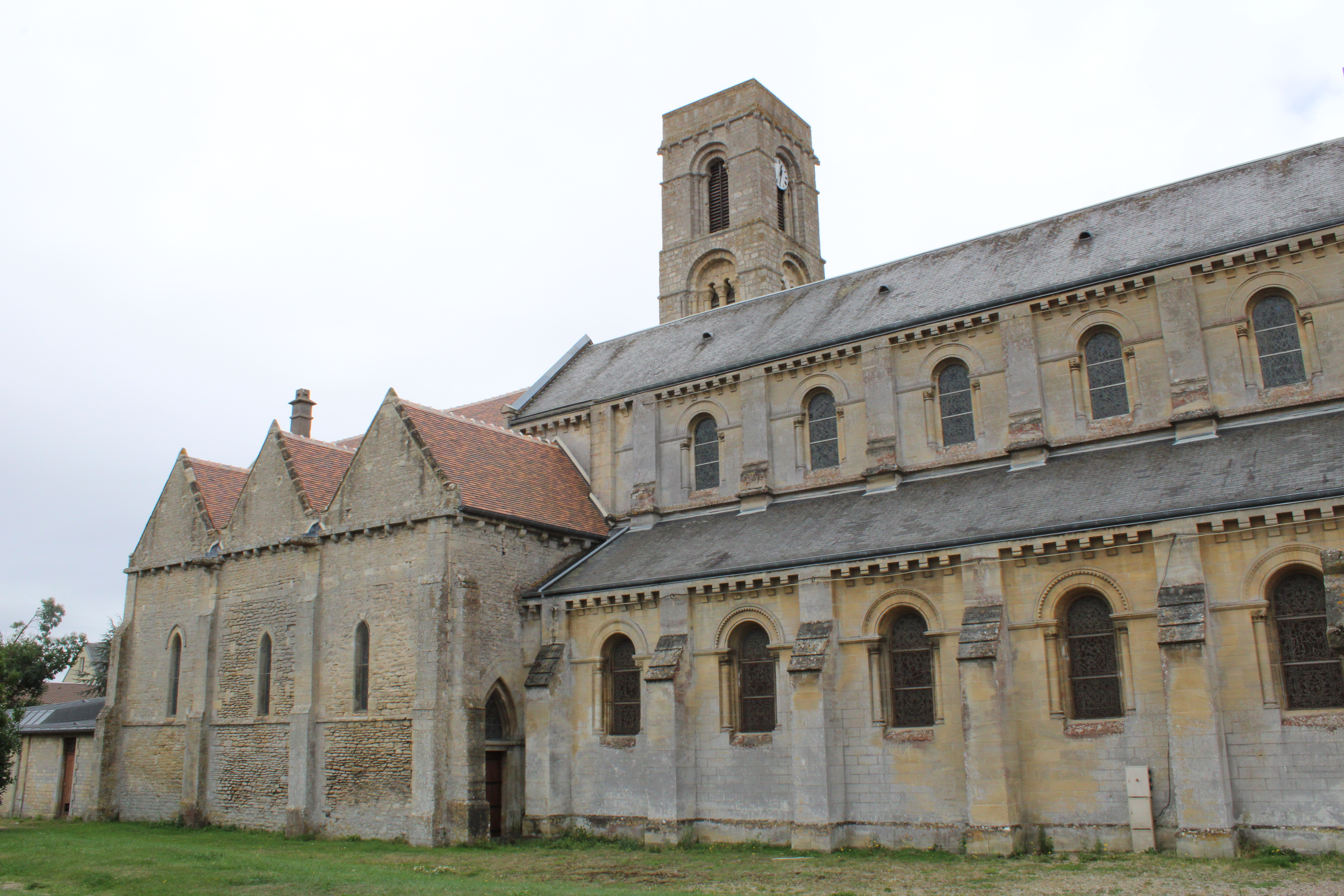
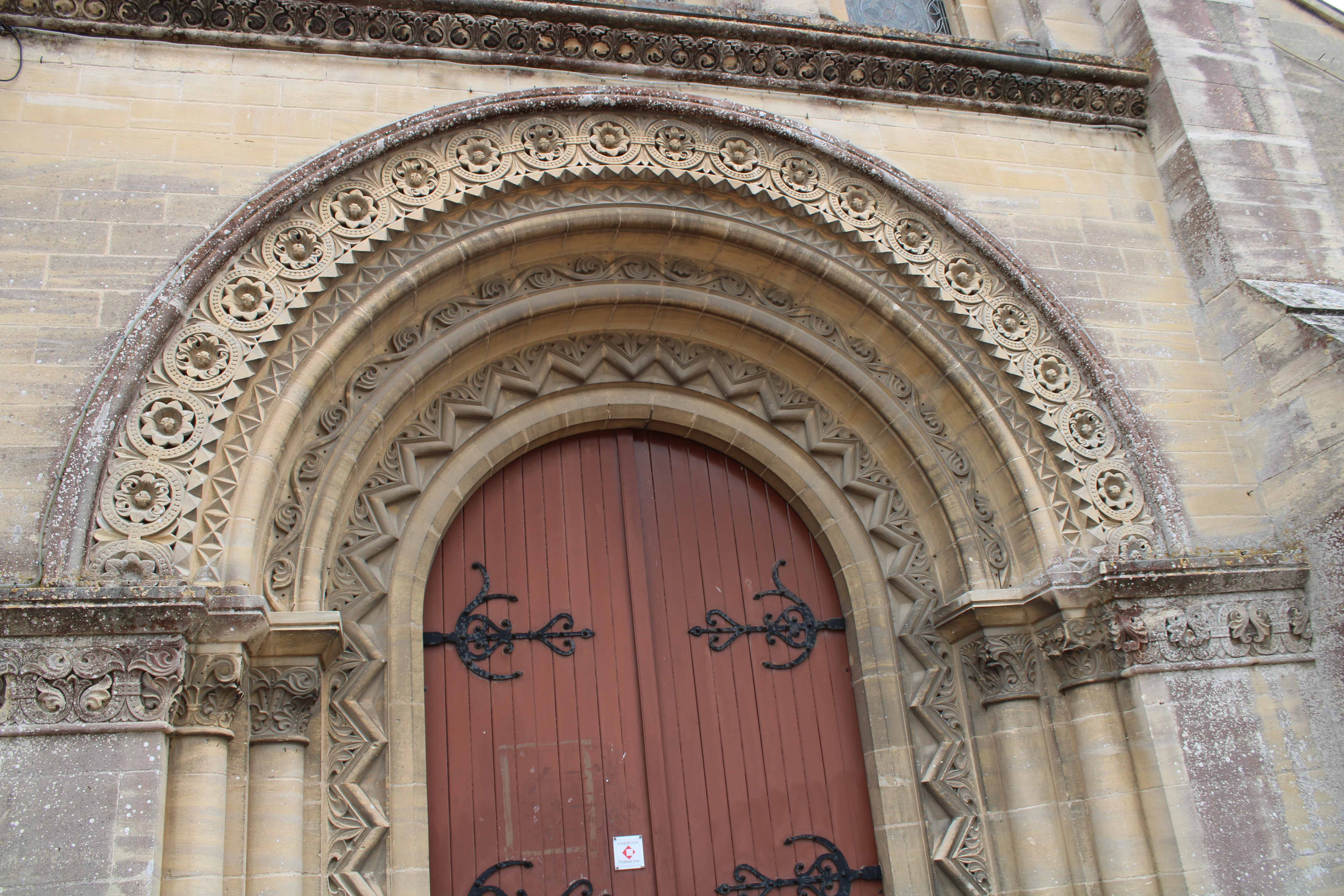
Détail du portail.
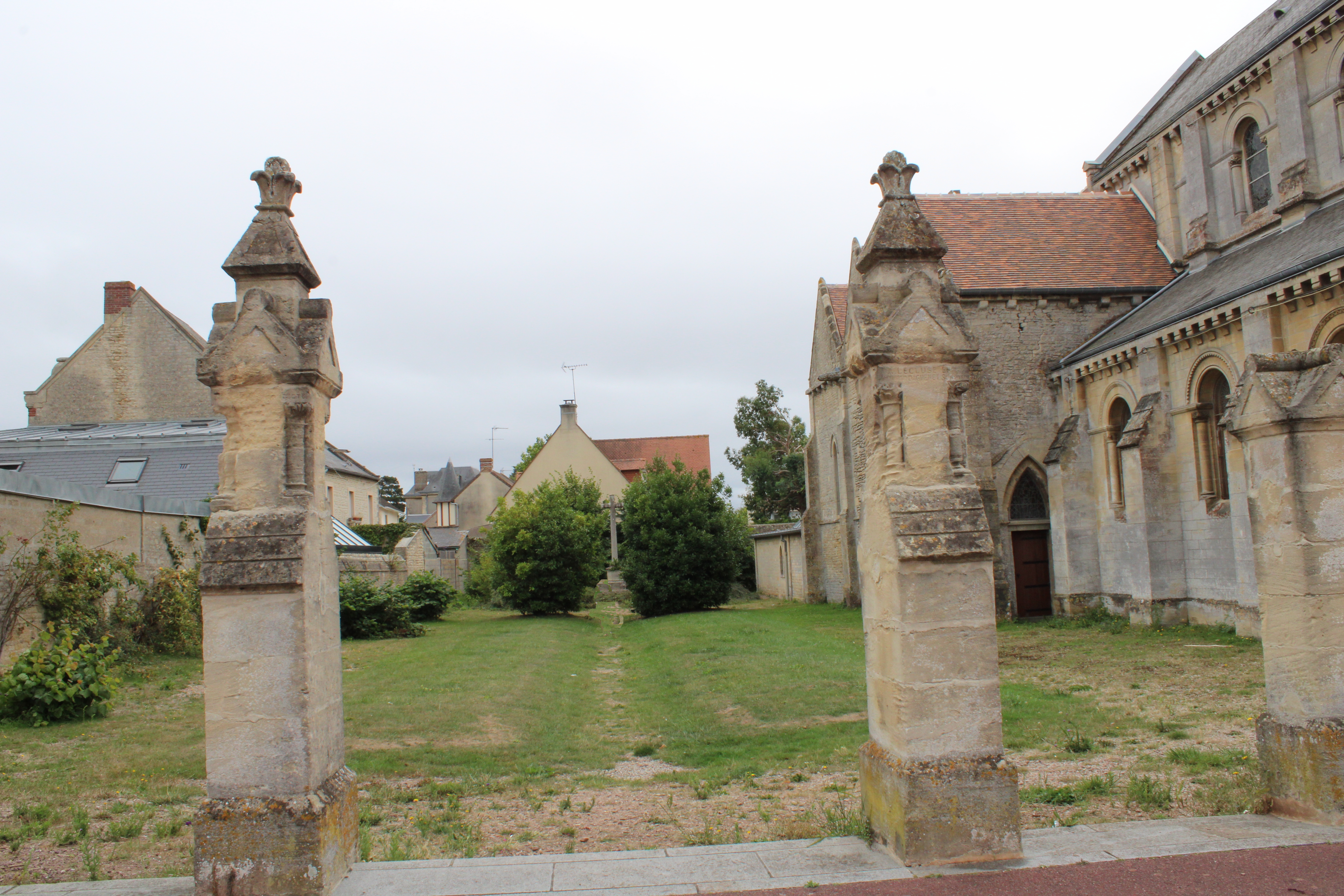
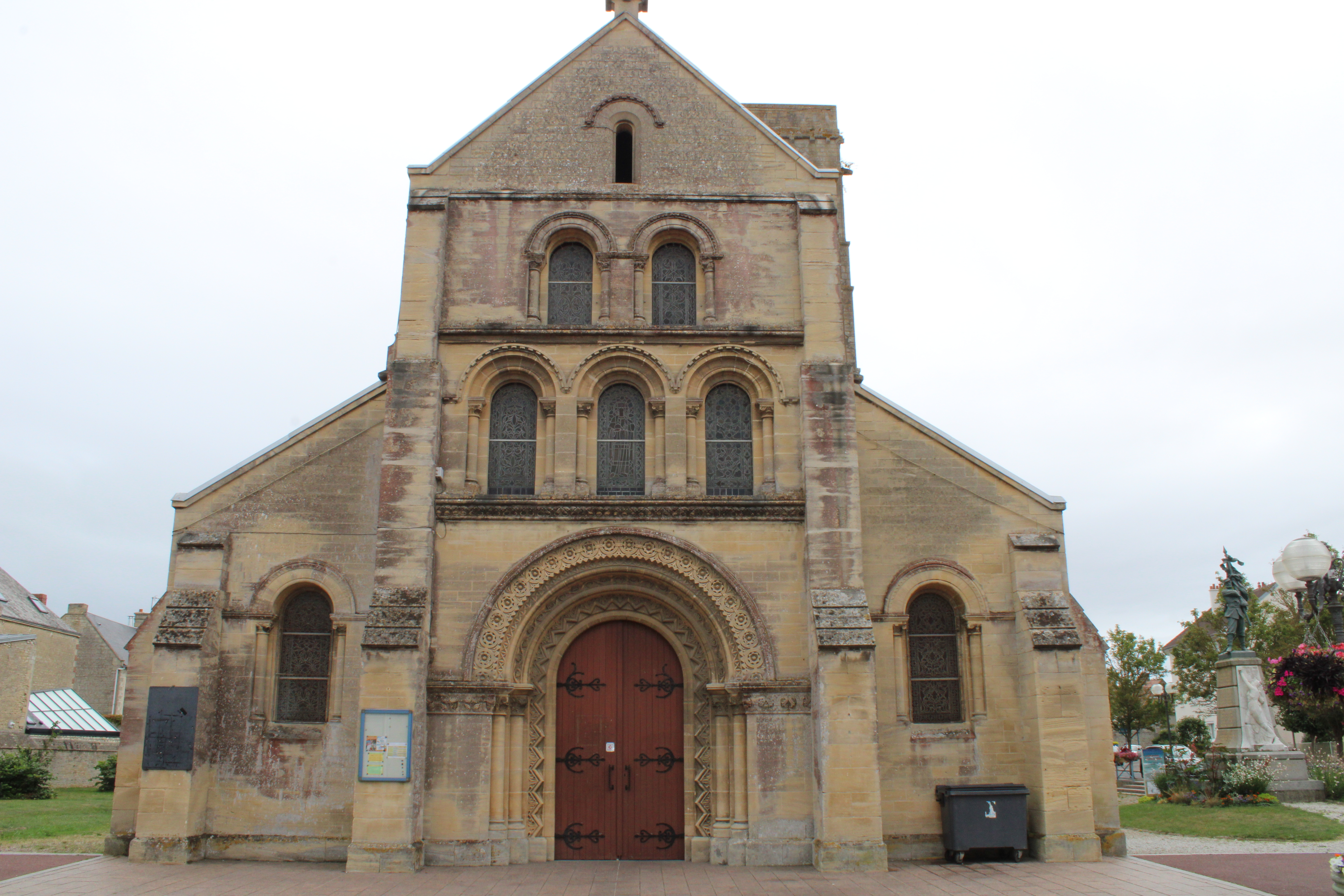
La façade de l'église.
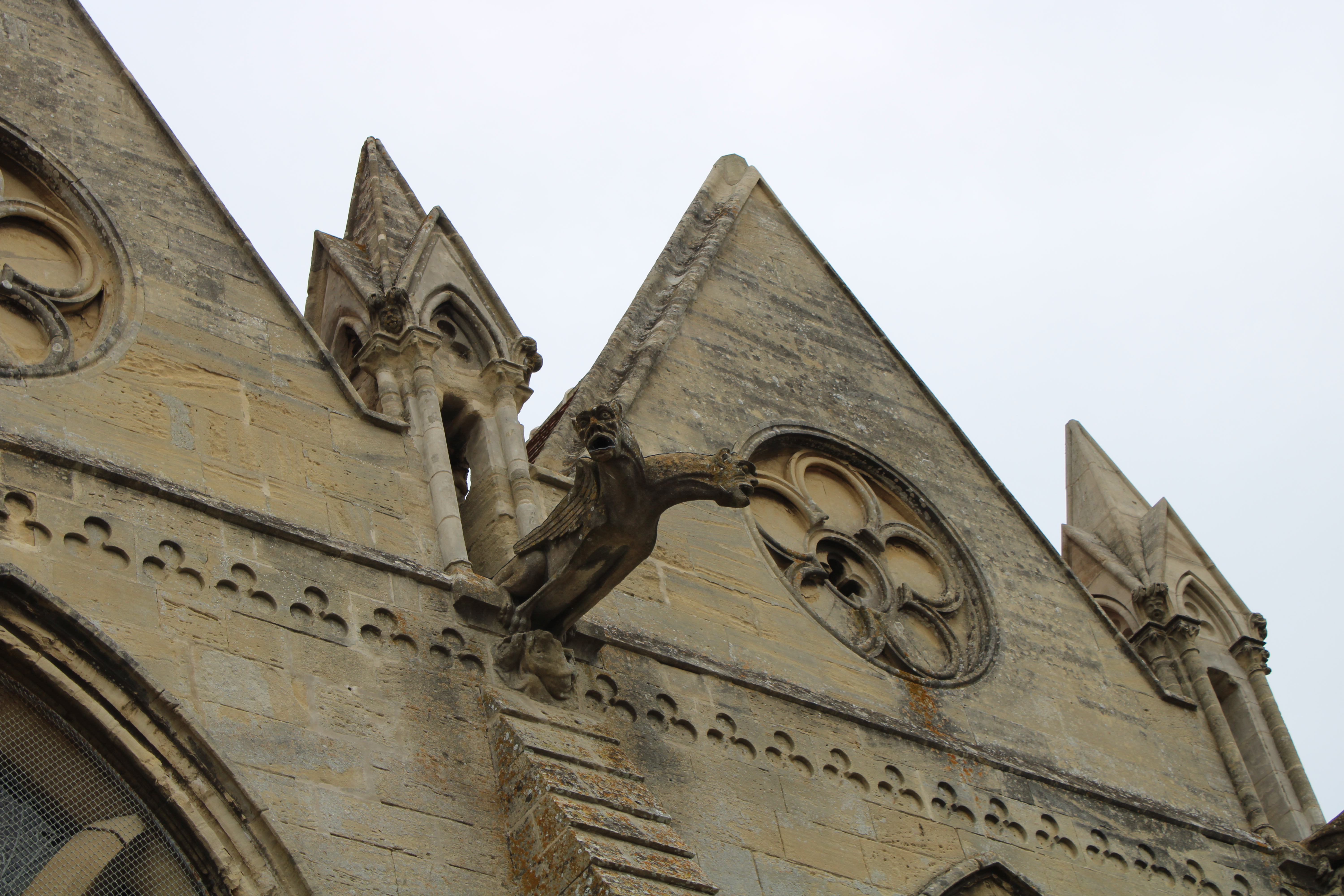
Détail d'une double gargouille.